# Markus Reyhani
Markus Dariusch Reyhani (* 1970 in Jülich) ist ein deutscher Komponist.

## Leben
Reyhani absolvierte in Köln ein Musikstudium mit Schwerpunkt Jazz, brach dieses jedoch ab, ging für rund zwei Jahre nach China und gab dort Deutsch- und Saxophonunterricht. Seit 1995 arbeitet er als Komponist für Tanz und Theater, Film und Fernsehen. Mittlerweile hat er für mehr als hundert Bühnenstücke die Musik komponiert sowie die Texte verfasst.
Er arbeitete unter anderem für das Staatstheater Stuttgart, das Schauspiel Frankfurt, das Nationaltheater Mannheim, das Schauspiel Zürich und den WDR (Die Sendung mit der Maus).
Dabei arbeitete er häufig mit den Regisseuren Petra Wüllenweber, Theo Fransz, Marcelo Diaz, Andrea Gronemeyer, Catharina Fillers, Thomas Hollaender und Marcus Mislin.

## Stücke (Auswahl)
- 2005: Der Schweinehirtentraum (Nationaltheater Mannheim)
- 2006: Mögliche Welten  (Theater Bonn)
- 2006: Mannie und das Mädchen Charlie (Theater Magdeburg)
- 2007: Der Umschluss (Staatstheater Stuttgart)
- 2008: Sonny Boys (Schauspiel Frankfurt)
- 2008: Eine Odyssee (Nationaltheater Mannheim)
- 2008: Die Räuber (Luisenburg-Festspiele)
- 2009 Die Geschichte vom kleinen Onkel (Nationaltheater Mannheim)
- 2010 Ronja Räubertochter (Staatstheater Cottbus)
- 2011 Bye Bye Chinchilla – Ein Liedermorgen (Nationaltheater Mannheim)
- 2011 Der Zauberer von Oz (Staatstheater Mainz)
- 2011 Der Teufel mit den 3 Goldenen Haaren (Nationaltheater Mannheim)
- 2011 Pinocchio (Landestheater Linz)
- 2012 Romeo und Julia (Luisenburg-Festspiele)
- 2013 Supergute Tage (Nationaltheater Mannheim)
- 2013 Das Käthchen von Heilbronn (Rheinisches Landestheater Neuss)
- 2013: Alice (Theater Münster)
- 2013: An der Arche um halb acht (Theater Münster)
- 2014: Fliegen lernen (Theater Münster)
- 2014: Sindbad, der Seefahrer (Theater Augsburg)
- 2014 Der Thaiboxer (Nationaltheater Mannheim)
- 2014 Rosas Schuh (Schauspielhaus Zürich)
- 2014 Nachtgeknister (Theater Bremen)
- 2015 Gestiefelter Kater (Theater Ingolstadt)
- 2015 Die Königin der Farben (Nationaltheater Mannheim)

## Alben
- 2011: Rubys Wintergarten
- 2013: Ein guter Tag
- 2016: Supermonster Boogie (Oetinger)
- 2020: Der dickste Brummer der Welt
- 2023: Schiefe Töne

## Filmografie
- 2005 Die verschwiegene Allianz
- 2015 Der Tag an dem Louis gefressen wurde
- 2015 Trudes Tier